# Панников, Виктор Дмитриевич
Виктор Дмитриевич Панников (14 марта 1914 — 3 августа 2012) — российский учёный — агрохимик и почвовед. Доктор сельскохозяйственных наук (1955), профессор (1956), академик ВАСХНИЛ (1967). Заслуженный деятель науки Российской Федерации (1994).

## Биография
Родился в селе Чернышево Чембарского уезда (ныне Белинского района) Пензенской губернии.
Окончил Горьковский СХИ (1937).
Участник Великой Отечественной войны.
В Горьковском СХИ: аспирант (1937—1940), доцент кафедры почвоведения (1940), доцент кафедры почвоведения и агрохимии (1946—1953), с 1951 г. проректор по учебной и научной работе, ректор (1953—1955, 1962—1963), заведующий кафедрой агрохимии (1953—1963).
Секретарь Горьковского обкома КПСС (1955—1960). Заместитель заведующего сельскохозяйственным отделом ЦК КПСС (1963—1969), вице-президент ВАСХНИЛ (1969—1983). Одновременно в 1972—1984 главный редактор журнала «Сельское хозяйство за рубежом», в 1973—1974 директор Всероссийского НИИ удобрений и агропочвоведения им. Д. Н. Прянишникова. С 1983 консультант ВНИИУА.
Похоронен на Троекуровском кладбище (участок 6а) рядом с женой Панниковой Марией Ивановной (1920—2006).

## Звания
- Доктор сельскохозяйственных наук (1955)
- профессор (1956)
- академик ВАСХНИЛ (1967)
- Заслуженный деятель науки Российской Федерации (15 июня 1994) — за заслуги в научной деятельности
- Действительный член Академии сельскохозяйственных наук ГДР (1971)
- Лауреат Премии Совета Министров СССР (1979)

## Награды
- Орден Октябрьской Революции (13.03.1974)
- Орден Отечественной войны II степени (11.03.1985)
- 4 ордена Трудового Красного Знамени (1958; 1964; 1971; 28.11.1979)
- Орден Дружбы народов (13.03.1984)
- Орден Дружбы (23.08.1999)
- Медаль «За трудовую доблесть» (27.10.1953; 25.12.1959)
- другие медали
- Золотая медаль им. академика К. К. Гедройца
- Медаль им. академика С. И. Вавилова
- 3 зарубежные медали